# 大阪大学大学院法学研究科・法学部
大阪大学大学院法学研究科（おおさかだいがくだいがくいんほうがくけんきゅうか、英: Graduate School of Law and Politics, The University of Osaka）は、大阪大学大学院に設置される研究科の一つである。
大阪大学法学部（おおさかだいがくほうがくぶ、英: School of Law, The University of Osaka）は、大阪大学に設置される学部の一つである。

## 概要
1948年に法文学部が設立され、1949年に新制大阪大学が発足すると、法文学部が法経学部と文学部に分離された。その後、1953年に法経学部が法学部と経済学部に分離され、大阪大学法学部が成立した。
法学部には法学科と国際公共政策学科の2学科が設置され、法学、政治学、経済学などが扱われている。
大学院法学研究科には、博士前期課程と後期課程が設置されており、前期課程では、総合法政プログラム、研究者養成プログラム、知的財産法プログラムに分かれている。附属機関として、法政実務連携センターが設置されている。
大阪大学法科大学院は、司法試験合格率65.26%、全法科大学院中、第7位（2005年 - 2017年）。令和4年度司法試験では、合格率45.95%、全法科大学院中、第8位となった。

## 沿革
- 1948年 - 大阪大学法文学部法学科が設立される[1][2][3]。
- 1949年 - 新制大阪大学が発足し、法文学部が法経学部と文学部に分離する[1][2]。
- 1953年 - 法経学部を法学部と経済学部に分離、大学院法学研究科を設置する[1][2]。
- 1994年 - 経済学部、教養部、大阪大学社会経済研究所と共同で独立研究科の大学院国際公共政策研究科を設置[9]。
- 2004年 - 大阪大学大学院高等司法研究科（法科大学院）を設置する[2][10]。
- 2008年 - 法学部に国際公共政策学科を設置する[2][3]。

## 著名な出身者

### 政治
- 谷川秀善（1957法、元外務副大臣、元自由民主党参議院幹事長、元大阪府副知事）
- 木原敬介（1962法、元大阪府堺市長、元大阪府企業局長）
- 青木宏之（1967法、元衆議院議員、元愛知県議会議員）
- 岡本靖（1976法、愛媛県松前町長、元愛媛県中予地方局長）
- 森哲男（1977法、兵庫県三田市長、元兵庫県阪神北県民局長）
- 牟礼正稔（1978法、兵庫県赤穂市長、元兵庫県道路公社播但連絡道路管理事務所長）
- 竹中誉（1995年法、岐阜県池田町長）
- 福岡洋一（2002法、大阪府茨木市長、弁護士）
- 中村健（2004法、愛知県西尾市長、元西尾市議会議員）
- 原田亮（2009法、次期大阪府箕面市長、元大阪府議会議員、元箕面市議会議員）
- 谷川とむ（2011法修、自由民主党衆議院議員、元総務大臣政務官）

### 官界・行政
- 黒川芳朝（1966法、元大阪府教育委員会教育長、元大阪府企画調整部長、元大阪府国民年金基金理事長）
- 薮中三十二（1969法中退、外務事務次官、立命館大学特別招聘教授）
- 堀江正彦（1969経・1973法、元駐マレーシア大使、元防衛参事官、明治大学学長特任補佐、京都大学特任教授）
- 神余隆博（1972法、元駐ドイツ大使、元外務省国際社会協力部長、関西学院大学副学長）
- 綛山哲男（1973法、元大阪府副知事、元大阪府教育委員会教育長、元大阪マラソン組織委員会副会長）
- 玉田敏郎 （1979法、元神戸市副市長、神戸市社会福祉協議会理事長）
- 中尾寛志（1980法、元大阪市副市長、元大阪市教育委員会教育次長、元大阪市医学会顧問）
- 姫野勉（1980法、関西担当大使、元駐ガーナ大使、元大阪大学教授）
- 塚本稔（1982法、元京都市副市長、元京都文化交流コンベンションビューロー副理事長、国立京都国際会館事務局長）
- 村中健一（1982法、元財務省横浜税関長、元国税庁名古屋国税局長、日本決済情報センター社長）
- 田中聡（1984法、元防衛省防衛研究所長、元防衛省地方協力局次長）
- 坂口卓（1985法、厚生労働審議官、元厚生労働省雇用環境・均等局長、元厚生労働省労働基準局長）
- 中田厚仁（1992法、元国際連合ボランティア）

### 法曹
- 鎌倉利行（1954法、弁護士、元大阪弁護士会会長、元日本弁護士連合会副会長）
- 大山隆司（1967法、裁判官、元札幌高等裁判所長官、元大阪地方裁判所長、京都大学教授）
- 逢坂貞夫（法、検察官、元大阪高等検察庁検事長、元高松高等検察庁検事長）
- 斉藤雄彦（1978法、検察官、元広島高等検察庁検事長、元法務省保護局長）
- 矢本忠嗣（法、検察官、公証人、元岡山地方検察庁検事正、元大阪高等検察庁公安部長）
- 三木秀夫（法、弁護士、元大阪弁護士会副会長、関西国際交流団体協議会理事長）
- 坂和章平（1971法、弁護士、日本都市計画学会石川賞、日本不動産学会実務著作賞）
- 本多久美子（法、裁判官、弁護士、大阪高等裁判所部総括判事、元京都家庭裁判所長、元奈良弁護士会会長）
- 紀藤正樹（1985法、弁護士、第二東京弁護士会総務委員会副委員長）

### 経済
- 奥井功（1953法、元積水ハウス社長）
- 西川善文（1961法、三井住友銀行元頭取、三井住友フィナンシャル・グループ元社長）
- 古瀬洋一郎（法、ペルミラ・アドバイザーズ会長、あきんどスシロー取締役会議長）
- 玉置勝彦（1966法、元SMBCフレンド証券社長）
- 常陰均（1977法、三井住友トラスト・ホールディングス会長、元信託協会会長）
- 薄田賢二（1977法、元不二越社長）
- 田中嘉一（1981法、元日本カストディ銀行社長、元日本トラスティ・サービス信託銀行社長、元住信SBIネット銀行社長）
- 大石佳能子（法、メディヴァ代表取締役、アステラス製薬取締役、江崎グリコ取締役、資生堂取締役）

### マスコミ
- 神志名泰裕（1971法、元NHK解説委員長）
- 下川正晴（1972法、元毎日新聞論説委員）
- 中野伸二（1988法、毎日放送スポーツ企画推進部長）
- 西靖（1994法、毎日放送アナウンサー）
- 平崎貴昭（2003法、NHKアナウンサー）
- 土居一雄（2004経、2006法修、TBS記者）
- 松下祐貴子（2008法、札幌テレビ放送アナウンサー）

### 研究
- 石田喜久夫（1951法、神戸大学名誉教授、民法）
- 山中永之佑（1953法、大阪大学名誉教授、日本法制史）
- 松岡博（1961法、元大阪大学副学長、元大阪市人事委員会委員長、国際私法）
- 伊藤公一（1962文・1982法博、大阪大学教授、元比較憲法学会理事長、憲法）
- 森本益之（1968法博中退、大阪大学名誉教授、刑法）
- 清水巖（1968法、九州大学名誉教授）
- 黒澤満（1969法、元大阪大学大学院国際公共政策研究科教授、国際法・安全保障）
- 生田勝義（1969法修、立命館大学名誉教授、刑法）
- 松浦好治（1971法、名古屋大学大学院法学研究科教授、元大阪大学法学研究科教授、法哲学）
- 加藤久雄（1971法博、元慶應義塾大学教授、刑法）
- 加賀山茂（1972法、名古屋大学名誉教授、元大阪大学法学部教授、民法）
- 南利明（1972法博、静岡大学名誉教授、法哲学）
- 米原謙（1972法、政治思想史、元大阪大学教授）
- 川崎英明（1973法、関西学院大学教授、刑事法）
- 國井和郎（1974法、大阪大学名誉教授、元法務省司法試験考査委員、民法）
- 平岡久（1975法修、大阪市立大学名誉教授、行政法）
- 花井等（1977法博、筑波大学名誉教授、国際関係論）
- 辻中豊（1978法修、政治学者、筑波大学教授、元日本政治学会理事長）
- 角田猛之（1979法修、関西大学教授、法文化）
- 矢野達雄（1980法博、広島修道大学教授、法制史）
- 水谷規男（1984法、大阪大学大学院高等司法研究科教授、刑事訴訟法）
- 茶園成樹（1986法修、大阪大学教授、知的財産法）
- 山部能宜（1987法修、仏教学者、早稲田大学教授、インド哲学）
- 松本和彦（1988法、大阪大学大学院高等司法研究科教授、憲法・環境法）
- 川口美貴（1990法博、関西大学教授、労働法）
- 坂本忠久（1991法博、東北大学教授、日本法制史）
- 三村光弘（1995法、財団法人環日本海経済研究所調査研究部研究主任、比較法学）
- 山岸敬子（法、明治大学法務研究科教授、行政法）
- 澤井裕（法、関西大学名誉教授、民法
- 君塚正臣（1996法博、横浜国立大学教授、憲法）
- 吉田悦子（2021法博、大阪工業大学准教授、知的財産法）
- 二宮周平（法博、立命館大学教授、第5期ジェンダー法学会理事長、尾中賞、家族法）
- 根木昭（法、東京芸術大学名誉教授、文化政策学）

### 文化、芸能
- 榊一郎（法、小説家、ファンタジア長編小説大賞準入選）
- 岡本忠成（1955法、アニメーション作家）
- 西島和彦（法、劇団Youth Theatre Japan代表）

## 博士号取得者
- 森信茂樹 - 元財務省財務総合政策研究所長
- 渋谷秀樹 - 憲法、立教大学名誉教授
- 仁木恒夫 - 民事訴訟法、大阪大学教授
- 中野貞一郎 - 民事手続法、大阪大学名誉教授
- 西村幸次郎 - 中国法、一橋大学名誉教授